# Dichordophora phoenix
Dichordophora phoenix är en fjärilsart som beskrevs av Louis Beethoven Prout 1912. Dichordophora phoenix ingår i släktet Dichordophora och familjen mätare. Inga underarter finns listade i Catalogue of Life.